# 贝尔塔·冯·苏特纳
贝尔塔·冯·苏特纳（Bertha von Suttner，全名，1843年6月9日—1914年6月21日），生於布拉格，逝世於维也纳，是一位奥地利小说家，激进的和平主义者。

## 生平
苏特纳是一位穷困的奥地利陆军元帅的女儿，开始作富有的苏特纳家族的家庭教师。她得到了工程师和小说家阿图尔·贡达卡·冯·苏特纳（Arthur Gundaccar von Suttner）男爵的赏识，但是遭到男爵家族的强烈反对。1876年她通过阿尔弗雷德·诺贝尔发的告示，成为他在巴黎住宅的女管家。她只在巴黎停留了1个星期就返回维也纳跟阿图尔秘密举行了婚礼。
苏特纳1889年发表了小说《Die Waffen nieder!（放下武器！）》，此后就成为了奥地利和平运动的象征，1891年她创立了奥地利和平主义组织。她的国际声誉来源于和其小说同名的国际和平主义期刊《Die Waffen nieder!》，1892年到1899年她担任此杂志的编辑。她的和平主义思想受到亨利·巴克爾，赫伯特·斯賓塞和查尔斯·达尔文作品的影响。虽然她与诺贝尔生前只有短暂交往，但人们普遍相信诺贝尔在遗嘱中指明在诺贝尔奖中加入和平奖是受到她的影响，而苏特纳本人也在1905年獲得諾貝爾和平獎，是繼後第二位獲得諾貝爾獎的女性得主。在奥地利欧元硬币的2欧元上可以看到她的头像。

## 主要作品
- 《机器时代来临》, 1886年, 印刷1889年
- 《放下武器！》,小说 1889年,  复件（页面存档备份，存于）奥地利文学在线
- 《放下武器！》 (Hrsg.),月刊1892年-1899年
- Haager和平会议, 莱比锡 1900年
- 《和平运动发展》, 莱比锡 1907年
- Randglossen zur Zeitgeschichte, 1892年-1900年，1907年-1914年
- 《军备和过度军备》, 柏林 1909年
- Die Barbarisierung der Luft, 柏林 1912年

## 参看
- 和平主义者列表
- 奥地利人列表
- 奥地利作家列表